# C.F. Sørensen
 Der er flere personer med dette navn, se Carl Frederik Sørensen (politiker).
Carl Frederik Sørensen (født 8. februar 1818 i landsbyen Besser på Samsø, død 24. januar 1879 i København) var en dansk marinemaler. Han var søn af købmand og skipper Rasmus Sørensen og Else Margrethe, født Evens.

## Uddannelse
Faderen ejede en jagt, som han selv førte, og Sørensen fik allerede som otte års dreng lov at sejle med, undertiden helt op til Norge; derved fik han lyst til sømandslivet, men moderen ønskede, at han skulle blive på landjorden, og da hun var blevet enke, sendte hun den nu 11-årige dreng til København, hvor han indtil sin konfirmation blev undervist i Borgerdydskolen på Christianshavn.
Derefter blev han, der allerede som lille dreng havde vist evne til at tegne og male, sat i malerlære. Samtidig gik han på Akademiet og brugte al sin fritid til at udføre studier efter naturen. Det ældste bevarede billede af ham er et kystparti fra Taarbæk fra omkring 1836. Det har interesse ved de vidnesbyrd, det bærer om udpræget koloristisk sans og frisk og selvstændig naturopfattelse. 
Efter at være blevet udlært svend vedblev han at tegne på Akademiet og udviklede sig hurtigt. Hans første udstillede maleri, Et vinterlandskab, motiv ved Skovshoved (1843), var dog et ret umodent arbejde. Sikrere og selvstændigere var allerede de arbejder, der fremkom året efter, to marinebilleder og en rigt dekoreret kakkelovnsskærm, som han fik den mindre sølvmedalje for. 
En velynder og køber fandt han i overpostdirektøren grev Sophus Danneskiold-Samsøe, og af og til solgte han også småbilleder til andre, men dekorationsmaleriet turde han dog foreløbig ikke opgive, og han deltog således i udsmykningen af Thorvaldsens Museums indre. Da han var færdig med sit arbejde der, skaffede grev Danneskiold ham atelier på postgården, og her malede han en snes år, indtil han var kommet så vidt, at han selv kunne bygge sig hus i Rosenvænget. 

## Karriere
Efterhånden vandt Sørensen publikums yndest, men midler til at foretage en større sørejse fik han dog først, da kong Christian VIII i 1846 tillod ham at følge med en orlogsfregat til Middelhavet. Fra dette togt som fra alle sine følgende hjembragte Sørensen en mængde studier, men kun en mindre del af disse anvendte han senere i sine billeder, selv om han dog adskillige gange har hentet sine motiver fra fremmede, især engelske, skotske og hollandske, farvande. 
Det var hjemlandets have og sunde, hans følelse stærkest drog ham til, og det var også behandlingen af et dansk emne, der indbragte ham den første mere betydningsfulde anerkendelse fra Kunstakademiets side, Den neuhausenske Præmie, som i 1847 tilkendtes ham for Skibe i Kattegattet under Bramsejlskuling med Dønninger efter en Storm. 
29. oktober samme år giftede han sig med Jacobine Augustine Ahlberg (født 1818), datter af Jacob Hogan Ahlberg (1783 – 1845) og Maren Kirstine født Madsen Kollerup (1790 – 1869). I 1842 var han med til at tage initiativ til stiftelse af Kunstnerforeningen af 18. november sammen med billedhuggerne David Jacobsen og Thorvald Mule og kobberstikker Joel Ballin.
Anerkendelse
Efter den tid hørte Sørensen til vore mest ansete og populære kunstnere. I 1856 blev han medlem af det danske, i 1866 af det svenske kunstakademi; titulær professor blev han 1869 og Ridder af Dannebrog 1874. Fire af hans anselige billeder tilhører Statens Museum for Kunst: Parti af Jyllands Vestkyst med Farringe Kirke (1848), Sommermorgen på Helsingørs Red (1861), Bohuslenske Skjærgaard nord for Marstrand Fæstning (1862) og Island, hvortil kunstneren malede studierne under den islandsfærd, hvori han deltog med kong Christian 9. (1874). Mange af hans værker gik til Norge og Sverige, Svenske Orlogsskibe i Bohuslens Skjærgaard (1867) således til Stockholms Nationalmuseum, andre til Amerika. 
Hans produktionsevne syntes at vokse med årene; han var ikke alene en utrættelig, men også en meget hurtig arbejder. Om vinteren var han næsten altid på sit atelier, så længe solen stod på himlen; en del af sommeren tilbragte han på større og mindre rejser, snart i vore egne, snart i fremmede farvande. I 1853-54 var han således udenlands med Akademiets understøttelse; 10 år senere besøgte han med Det anckerske Legat for anden gang Italien og malede blandt andet store billeder fra Venedig; islandsrejsen, den sidste større, han foretog, satte også rige frugter i hans produktioner. Han døde 24. januar 1879. 
Vurdering
Allerede i Sørensens tidligste værker er der, som alt antydet, en selvstændighed, navnlig i farveopfattelsen og foredraget, der ikke minder om skole eller forbilleder. Før han nogen sinde har set et nyere udenlandsk maleri, er hans blik udviklet til i den solbelyste havoverflade at følge en uendelighed af farveovergange, hans kunstneriske instinkt sikkert nok til at få dem op af paletten og ind på lærredet. 
Og stadig – bortset dog fra enkelte perioder, hvor hans pensels naturlige lethed og bredde udarter i retning af plumphed – går han fremad, til han når at få sine billeder til at lyse os i møde med rig, betagende farvepragt. Hans fantasi er i ordets fulde forstand malerisk; alt, hvad han ser, runder sig straks og med øjensynlig lethed til et afsluttet billede; han kan skære et stykke ud af naturen, hvor han vil, det bliver straks som en hel komposition. 
Den overordentlige lethed, hvormed han til kort før sin død arbejdede, kom ham selvfølgelig meget til gode i hans kunst; selv den flygtigste stemning fandt han tid nok til at gribe og gengive, inden den opløste sig, og hans værker vandt derved betydelig i retning af friskhed og kraft. Som maler er han en rig digterisk natur, men en sådan, der aldrig stræber at lægge til af sit eget. Han giver, hvad han har oplevet, og hvad han kan tolke med sin sjæls bedste kræfter og med alle de midler, hans udviklede teknik stiller til hans rådighed, men står altid med fuld agtelse for, hvad virkeligheden byder. 
Sørensen er begravet på Garnisons Kirkegård.

## Gengivelser
Sørensen er afbildet i blyantstegning af Geskel Saloman 1851. Kultegninger af P.S. Krøyer 1877 (Frederiksborgmuseet og Den Hirschsprungske Samling) og af samme (Krøyers Hus, Skagen). Maleri af samme 1883 (hos Udstillingskomiteen på Charlottenborg). Buste af Otto Evens 1880 (Aalborg Museum) og af Nicolai Schmidt 1887. Træsnit 1872 af Søborg, 1876 efter fotografi, 1879 af Georg Pauli og 1880.

## Billeder
| - Tegninger af C.F. Sørensen - Mälaren ved Stockholm, ca. 1851 - Sejlskibe ligger til kaj ved Helsingør Studie, 1857 - Ved et fiskerleje, 1858 - En dansk "örlogsångare" (dampfregat), 1876 (Fregatten Jylland ?) |

| - Værker af C.F. Sørensen - Skibbrud efter en storm ved Jyllands vestkyst ud for Ferring Kirke, 1848 - Skærgården ved Marstrand, 1852 - Tidlig sommermorgen på Helsingørs rhed, 1860 - Slaget ved Lissa, 1866 - "Marine", 1869 - Fra Øresund, 1870 - Svinør, 1873 - Marinestudie, 1874 - Kyststudie, 1877 - En norsk kyststrækning. Mellem 1868 og 1873 - Under Island - 1878 |